# جان گرانت (موسیقی‌دان)
جان گرانت (انگلیسی: John Grant؛ زادهٔ ۱۹۶۸) یک موسیقی‌دان اهل ایالات متحده آمریکا است.

## زندگی شخصی
او آشکارا همجنسگرا است و با یک طراح گرافیکی ایسلندی رابطه داشته است، اما تصمیم گرفته است که هویت دوست پسر خود را فاش نکند .علاوه بر موسیقی ، گرانت علاقه زیادی به زبانها دارد و می تواند به زبانهای آلمانی ، اسپانیایی و روسی و فرانسه و سوئدی صحبت کند.
گرانت در سال ٢٠١١ به  اچ آی وی مبتلا شد. که انعکاس آن در متن ترانه او یعنی "Ernest Borgnine" دیده می شود. او از آن زمان صریحاً در مورد تشخیص خود صحبت کرده و توضیح داده است: «من در زندگی خود به هم ریخته بودم و به رفتارهای مخرب روی آورده بودم و در نهایت به بیماری مبتلا شدم که کاملاً قابل پیشگیری بود. وقتی به این فکر میکنم که میلیون ها کودک مبتلا به اچ آی وی در آفریقا وجود دارد که ناخواسته و بدون اختیار مبتلا شده اند، باعث می شود که من بفهمم که چرا اجازه داده ام چنین اتفاقی برای خودم بیفتد. این آهنگ همه آن چیزها را می گوید.» 